# Хуан (ураган)
Ураган Хуан — сильный тропический циклон, обрушившийся на побережье Атлантического океана в конце сентября 2003 года. Это был десятый именной шторм и шестой ураган в сезоне 2003 года в Атлантике. Хуан сформировался к юго-востоку от Бермуд 24 сентября из-за тропической волны, которая пересекала субтропическую часть Атлантического океана. Ураган проследовал на север и укрепился над теплыми водами Гольфстрима, достигнув 27 сентября 2 категории по шкале Саффира — Симпсона.
В тот же день ураган достиг своего пика с максимальной постоянной скоростью ветра 165 км/ч, но ослабился, двигаясь по более прохладным водам к побережью Новой Шотландии. Хуан достиг берега между заливом Шад и Проспектом в Галифаксе рано утром 29 сентября как ураган 2 категории со скоростью ветра 160 км/ч. Хуан сохранил силу при пересечении Новой Шотландии с юга на север, хотя позднее ослаб до шторма 1 категории над островом Принца Эдуарда. Позже, 29 сентября, был поглощен другим внетропическим циклоном около острова Антикости в северной части залива Святого Лаврентия.
Ураган нанес значительный ущерб центральной части Новой Шотландии и острову Принца Эдуарда, с меньшими повреждениями к востоку и западу от центра шторма. Большинство повреждений было вызвано сильным ветром, обрушившимся на регион. Прохождение Хуана привело к восьми смертельным случаям и ущербу на сумму более 300 миллионов канадских долларов (200 миллионов долларов США). Это был самый сильный шторм в Галифаксе с 1893 года.